# Milan Nikolić (Fußballspieler, 1983)
Milan Nikolić (serbisch-kyrillisch Милан Николић, * 30. März 1983 in Kruševac, SFR Jugoslawien) ist ein ehemaliger serbischer Fußballspieler und heutiger Trainer.

## Als Spieler

### Verein
Milan Nikolić spielte in seiner 17-jährigen Profikarriere bei elf Vereinen in sechs Ländern aktiv. Für den chinesischen Verein Changsha Ginde bestritt er drei Spiele in der 
Chinese Super League Neben vielen Stationen auf dem Balkan war er außerdem noch in Usbekistan sowie Kasachstan aktiv. Für Pakhtakor Tashkent spielte er 2009 in der AFC Champions League und erzielte im Viertelfinal-Hinspiel gegen al-Ittihad aus Saudi-Arabien (1:1) einen Treffer. Dort gewann er im selben Jahr mit dem usbekischen Pokalsieg auch den einzigen Titel seiner Karriere.

### Nationalmannschaft
Im Jahr 2004 bestritt Nikolić eine Partie für die serbisch-montenegrinische U-21-Nationalmannschaft.

## Als Trainer
Im Sommer 2021 übernahm Nikolić das Traineramt des unterklassigen serbischen Vereins FK Meševo, bevor er ein Jahr später Übungsleiter der U-19 des FK Napredak Kruševac wurde. Doch schon nach drei Monaten wechselte er als Co-Trainer weiter zum Zweitligisten FK Trajal und seit Juli 2023 ist er wieder Verantwortlicher des FK Meševo.

## Erfolge
- Usbekischer Pokalsieger: 2009